# Nymphidium agdestis
Nymphidium agdestis är en fjärilsart som beskrevs av Doubleday 1847. Nymphidium agdestis ingår i släktet Nymphidium och familjen Riodinidae. Inga underarter finns listade i Catalogue of Life.